# Medgyes Lajos
Nyarádszentimrei Medgyes Lajos (Magyarberkesz, Kővárvidék, ma Szatmár megye, 1817. november 17. – Dés, 1894. március 9.) erdélyi magyar református lelkész, költő és író. Álneve: Zömlén (a Kolozsvári Közlönyben és több más politikai lapban).

## Életútja, munkássága
Medgyes Sándor ügyvéd és Nagy Eszter fia, Magyarberkeszen tartózkodtak, amikor fiuk, Medgyes Lajos született, de nemsokára visszatértek a család ősi otthonába Nyárádszentimrére. 1826. november 26-án iratták be szülei a marosvásárhelyi református kollégiumba első elemi osztályos tanulónak. 1834. július 1-én végezte el a hat osztályos gimnáziumot. Azután két évi bölcseleti, két évi jogi s két évi teológiai tanfolyamot végzett. Az 1840-41. tanévben köztanító volt az I. gimnáziumi osztályban. 1843. május 1-én indult el Kolozsvárról a marburgi egyetemre. Pesten meglátogatta az ott élt nevesebb költőket, máj. 14-én érkezett Bécsbe. Bécsből további utazásra nem kapott engedélyt, így Bécsben maradt, itt fejlesztette ízlését és tudományát. Itt időzött 1844 elejéig, amikor a dési református egyház lelkészéül választotta.
Az 1848–49-es forradalomban és szabadságharcban, mint pap és költő lelkesítette a magyar honvédeket. 1849 január végén Petőfi Sándor meglátogatta, amikor Désen átment Bem József táborába. 1850-ben az év első vasárnapján elfogták és január 6-án Kolozsvárra vitték; május 9-én kiszabadult, de papi hivatását nem folytathatta tovább. Ebben az időben magántanítással foglalkozott, előkelő családok fogadták leányaik mellé oktatónak. 1851-ben újra engedélyezték számára papi hivatásának gyakorlását, július 6-tól újra misézett és beszédet tartott a templomban. Ezután lelkészi teendői mellett folytatta költeményeivel és prózai cikkeivel irodalmi működését is. A korszak valamennyi jeles lapjában (Vasárnapi Ujság, Hölgyfutár, stb.) jelentek meg hazafias, vallási, valláserkölcsi és magyar irodalmi vonatkozású írásai, költeményei. Korai verseire Petőfi Sándor költészete hatott.
Hagyatékában kéziratban mintegy 4-5 kötetnyi egyházi ima és beszéd; három kötetre terjedő költemény maradt, melyeket kiadni szándékozott. Kéziratait az Országos Széchényi Könyvtárban őrzik. Hagyatékából költeményeket adott közre Versényi György 1904-ben Brassóban. A bátrakhoz leszáll az Isten címen Danyi Gábor, Kovács Andrásné, Simor András adott közre válogatást Medgyes Lajos cikkeiből, verseiből, prédikációiból. (Budapest : Táncsics Gimnázium, 1986.)

## Kötetei (válogatás)
- Erdélyi lant. 1837-1845. Kolozsvár, 1846.
- Eredeti egyházi beszédek. Kolozsvár, 1849., 1851. Két kötet. III. kötet (Uj folyam 1.) 1854., IV. kötet (Uj folyam 2.) 1858.[1]
- A hivatását betöltő keresztyén. Halotti beszéd gyógyszerész Telegdy Roth Károly ur fölött. Kolozsvár, 1854.
- A jó családfő, becsületes hazai és igaz keresztyén. Gyászbeszéd Veres János felett. Kolozsvár, 1855.
- Egyházi imakönyv. Eredeti imák. Kolozsvár, 1855.[2]
- Eredeti halotti imák előfordulni szokott alkalmakra és esetekre. Kolozsvár, 1856.
- Halotti ima monostori ifj. b. Kemény Ferencz fölött. Kolozsvár, 1856.
- Protestáns nők imakönyve. Pest, 1859.
- Növendék ifjuság imakönyve hymnuszokkal, hitben megerősödött protestáns fiúk és leányok számára. Kolozsvár, 1861.
- Protestáns családok imakönyve imadalokkal. Pest, 1868.
- Gyász ima báró Eötvös József emlékére Deésen 1871. febr. 6. rendezett nemzeti gyászünnepély alkalmával, írta s a református templomban elmondta. Kolozsvár, 1871
- Szünórákra. A magyar ember új házi könyvtára; Jókai Mór, Medgyes Lajos, Moldován Gergely et al. műveiből; Stein János, Kolozsvár, 1873
- Költemények; tan. Versényi György; Brassói Lapok Ny., Brassó, 1904
- A bátrakhoz leszáll az Isten; vál., szerk. Danyi Gábor, Kovács Andrásné, Simor András; Táncsics Gimnázium, Budapest, 1986 (Táncsics-sorozat)
- Eredeti egyházi beszédek; vál., utószó Simor András; Eötvös, Budapest, 1998 (Eötvös klasszikusok)

## Emlékezete
Emléke sokáig feledésbe merült, egy 1853-ban Berde Áron Hetilapjában közölt közleményét Sántha Lajos a Kristóf-emlékkönyvben megemlíti ugyan (1939), de verseire csak a második világháború feszültségei közepette irányult nagyobb figyelem. A Versekben tündöklő Erdély c. gyűjtemény (1941) nem kevesebb mint hét versét újítja fel (köztük van a Jós-szózat, Rabságom oka, Szózat a magyar hölgyekhez, Erdély sorsa s az az 1860-ban szerzett Békeszózat, mely az adott történelmi helyzetben újra időszerűvé vált néptestvériség-követelményt szólaltatta meg). A gyűjtemény szerkesztője, Szentimrei Jenő, Medgyes Lajos unokaöccse később önéletrajzában így jellemzi a dési rokont: "...ezt a költőt csak agyon lehetett hallgatni a közösügyes Magyarországon."
Ez után az erdélyi írók 1848-as Erdély c. antológiája (1943) is közölt Medgyes-verseket. A második világháborút követő kibontakozás során e versek pódiumra, sajtóba, iskolakönyvekbe kerültek, a Békeszózat megzenésítésére az MNSZ eredményes pályázatot írt ki, s a díjnyertes Chilf Miklós-féle megzenésítés a Dalosszövetség (1946-49) révén vált népszerűvé. Ebben az időben Medgyes Lajos Népfőiskola néven szabadegyetem is működött Désen.
Felújult Medgyes Lajos emlékezete az irodalomtörténeti kutatások nyomán is: Gálffy Zoltán doktori értekezésében az OSZK-ban őrzött kéziratos anyagot is feldolgozta, Dávid Gyula pedig kiderítette, hogy a meggyőződése miatt hivatalos körökben háttérbe szorított költőt 1877-ben az ellenzéki lelkületű Tolnai Lajos vonta be a Marosvásárhelyen akkor alakult Kemény Zsigmond Társaság munkakörébe, s helyet nyitott számára a szerkesztésében megjelenő Erdélyi Figyelő, ill. Figyelő c. közlönyben.